# Moral de Sayago
Moral de Sayago település Spanyolországban,  Zamora tartományban. Moral de Sayago Moralina, Villadepera, Villalcampo, Villaseco del Pan, Pereruela, Bermillo de Sayago és Luelmo községekkel határos. Lakosainak száma 262 fő (2024).

## Népesség
A település népessége az utóbbi években az alábbiak szerint változott:
| Lakosok száma | 386  | 346  | 327  | 323  | 304  | 281  | 269  | 257  | 258  | 262  |
|               | 2001 | 2004 | 2007 | 2009 | 2012 | 2014 | 2017 | 2019 | 2022 | 2024 |